# 紧急警报广播
紧急警报广播（日语：緊急警報放送）是日本一种可以使处于待机/关机状态的电视、收音机自动开启的广播，但需要有相应接收器的支持，才能接收紧急警报广播信号。其目的是通告地震发生、海啸警报等大规模灾害发生的信息，使民众能提前采取相应措施来降低损失的一种措施。

## 概要
此广播是广播台为了保护当地居民的生命财产安全，以名为紧急警报信号的特殊信号为前缀所发送的临时广播，于1985年9月开始实施。根据广告法，当满足以下任意条件时将会发送紧急警报广播：
- 发布东海地震警戒宣告时；
- 发布海啸警报时；
- 根据《日本灾害应对基本法》第57条，在都道府县知事或市町村长要求下进行发布。

支持紧急警报广播的接收器拥有即使处于待机状态也会接收紧急警报信号的特殊线路设计，当接收到紧急警报信号时，接收器的电源将会自动开启。因此，即使没开机也能接收到紧急警报广播的内容。
广播的内容基本是重复播出的灾害报道，例如安否确认、小心火警等，预测到将有海啸来袭时则是海啸警报·注意警报发表时的情况以及预测海啸将到达的时刻等。

## 紧急警报广播试广
NHK及某些商业广播电台，会每月1次进行试广，以确认接收器是否能正常接收紧急警报广播。

### NHK进行的试广
NHK会于每月1日（仅1月为1月4日早 11:59 - 12:00）于数码综合电视、综合电视、第一广播电台和FM广播进行试广，各广播台（北海道地区平日是各地广播台，周六、周日统一接收从札幌发出的信号）分别进行试广（包括对1seg的试广）。
- NHK发出紧急警报广播试广的流程（广播采用川野一宇广播员的声音）

“目前，NHK○○（广播电台名，总台则为东京）即将进行紧急警报广播试广。持有紧急警报接收器的观众，请检查信号是否能被正确接收。”→信号音（与结束信号相同，于2秒间响起4次）→“已经发出紧急警报广播的试广信号。本紧急警报广播乃是于大规模地震及海啸时，用以自动开启电视、收音机开关，以便接收信息的。”
- 个别地区也多是采用“目前，正由NHK送出紧急警报广播试广信号”这样的广播。

## 实际使用情况
紧急警报广播被规定不得于广播法施行规则第十七条第二十七项规定的理由外使用。不过，在2011年3月7日，TBS电视台“SundayMorning”节目中，由于采用录播而前一周的节目内容内含的紧急警报信号并未受到处理，导致一部分接收器产生反应而启动。而且，在节目结束前的80分钟内，也没有送出必须于事后送出的（紧急警报广播）结束信号。

### 补充
- 多个电视台于试广时，所配的屏幕图像为20多年前的老录像[1]。
- 目前使用本系统的商业广播尚少。
- 在各电视台中，仅青森台为每周皆进行试广。

## 实现情况
各公司共发售了10种左右支持模拟信号的接收器，但几乎没有得到普及。硕果仅存的索尼RF-U99-K也于2004年停产而从市场上消失。后来于2007年6月10日起推出了可以接收地震·海啸灾害的FM紧急警报广播的RF-U350。
2010年8月30日，Uniden公司推出了能接收FM电台广播的紧急警报广播及紧急地震速报的地震海啸警报机“EWR200”。
具有接收功能的数码机顶盒，即使接收到试广信号也只是显示出警告文字，不会在通知中留下纪录。即使接收到真正的紧急警报信号（地震、海啸等），会不会自动启动、会不会显示将节目转到特定频道的提示信息也是由各制造商自行设定，也就是说不要对它抱持过大期待比较好（模拟信号专用接收器接收到试广信号时，会发出提示音，提示灯也会持续闪烁一段时间，但数码机顶盒没有这种功能）。
尽管外部链接“NHK广播Q&A：紧急警报广播”中写道（*接收到信号会自动启动），这并不表示所有数码电视接收器都能够自动启动，请务必自行确认。
NHK发布正式紧急警报广播时，会使用包括卫星电视在内的全部电视、广播频道（参考同步广播。届时电视副声道及第2广播电台将使用英语。由于采用了8个频道进行日本全国范围的广播，有八波全中（2011年3月31日后变为“七波全中”）的别称（廣井脩「災害情報論」）。此外，虽然NHK WORLD也会于电视、广播频道进行广播，但只有广播频道会发送信号音）。可是，即使是会进行试广的商业广播，也可能不会在发出警报时送出第2种开始信号等紧急警报信号，所以若是手中的接收器可以手动设定的话，要注意设定成NHK比较好。
商业广播一般不会在发布海啸警报时进行紧急警报广播，不过，2010年2月及2011年3月的大海啸警报时，商业广播电台也实施了紧急警报广播。因为平常都没有在用，所以发生了一些事故，比如富士电视台由于正在播放动画片，导致没有声音、或者产生杂音等。也有的电视台直到深夜都还没发出结束信号（理应在开始信号发出后15分钟内发出）。

## 紧急警报信号的种类
紧急警报广播于开始·结束时所使用的紧急警报信号分为第1种开始信号、第2种开始信号、结束信号3种。
- 第1种开始信号于发布东海地震警报时，或各自治体（都道府县、市区町村）行政长官发布避难指示（命令）时进行发送（第1种、第2种皆会持续约10秒）。
- 第2种开始信号于发布海啸警报时发送。有别于第1种信号为强制启动，第2种信号可以由接收者自行设定为不启动（特别是离海岸、河口较远的地区或者内陆地区）。
- 结束信号将于第1种开始信号或第2种开始信号发送结束后发送。（基本是10分钟以内发送；信号为2秒间响4次）
- 试广信号本身与结束信号相同，不过此时不发送开始信号，仅发送结束信号。试广信号的作用是确认接收器是否能正常工作（实际上，也作为紧急警报广播的定期广播使用）。

### 地域符号
紧急警报广播存在针对县级发送时的“县级符号”、针对更大范围的“广域符号”以及针对整个区域发送的“地区共通符号”三种地域符号。

## 不同制式的紧急警报广播

### 采用模拟信号的紧急警报广播
模拟信号广播使用声音信号，将数码信号的“1”换为1024Hz的声音信号、“0”换为640Hz的声音信号经过频率调制，以64bps进行传输。因此，发送紧急警报信号时只要有开启接收器，即使不是为此专门设计的接收器也能听到警报信号音（哔哔声）。

### 采用数码信号的紧急警报广播
数码信号广播是发送出名为紧急警报广播识别信号的数据。再根据发出的电视台，就可以得知“这个频道正在发布紧急警报”这样的信息。不过，由于具有此功能的接收器机种相当有限，因此并不能保证一定能收到信号。

## 接收器耗电
由于这一自动解除待机实际需要使机器内部接收、解析信号的功能保持开启来支持，被认为可能会消耗更多电力，但实际上，模拟信号式接收器的耗电量还是比家用电器、影音设备低的。模拟信号专用接收器的耗电量为0.3瓦特（按1千瓦·时22日元计算，一年约为58日元）、模拟信号兼电台广播接收器为1瓦特（一年约为193日元）。
数码式接收器的耗电量要比模拟信号式高很多。

## 脚注
1. ↑  在青森电视台，于2010年7月伴随着屏幕图像尺寸的改变，录像和所使用的字幕等都得到了更新。

## 相关法令
- 無線設備規則第9条第3项 - 关于模拟信号的定义
- 無線局運用規則第138条 - 关于其业务
- 昭和60年郵政省告示第405号 - 关于模拟信号数据格式的定义

## 相关
- 特别新闻节目
- 紧急地震速报（和紧急警报广播不相同）
- 安珀警戒
- 全国瞬时警报系统（通称：J-ALERT）
- 災防告警細胞廣播訊息系統